# Liste der Fluggesellschaften in Katar

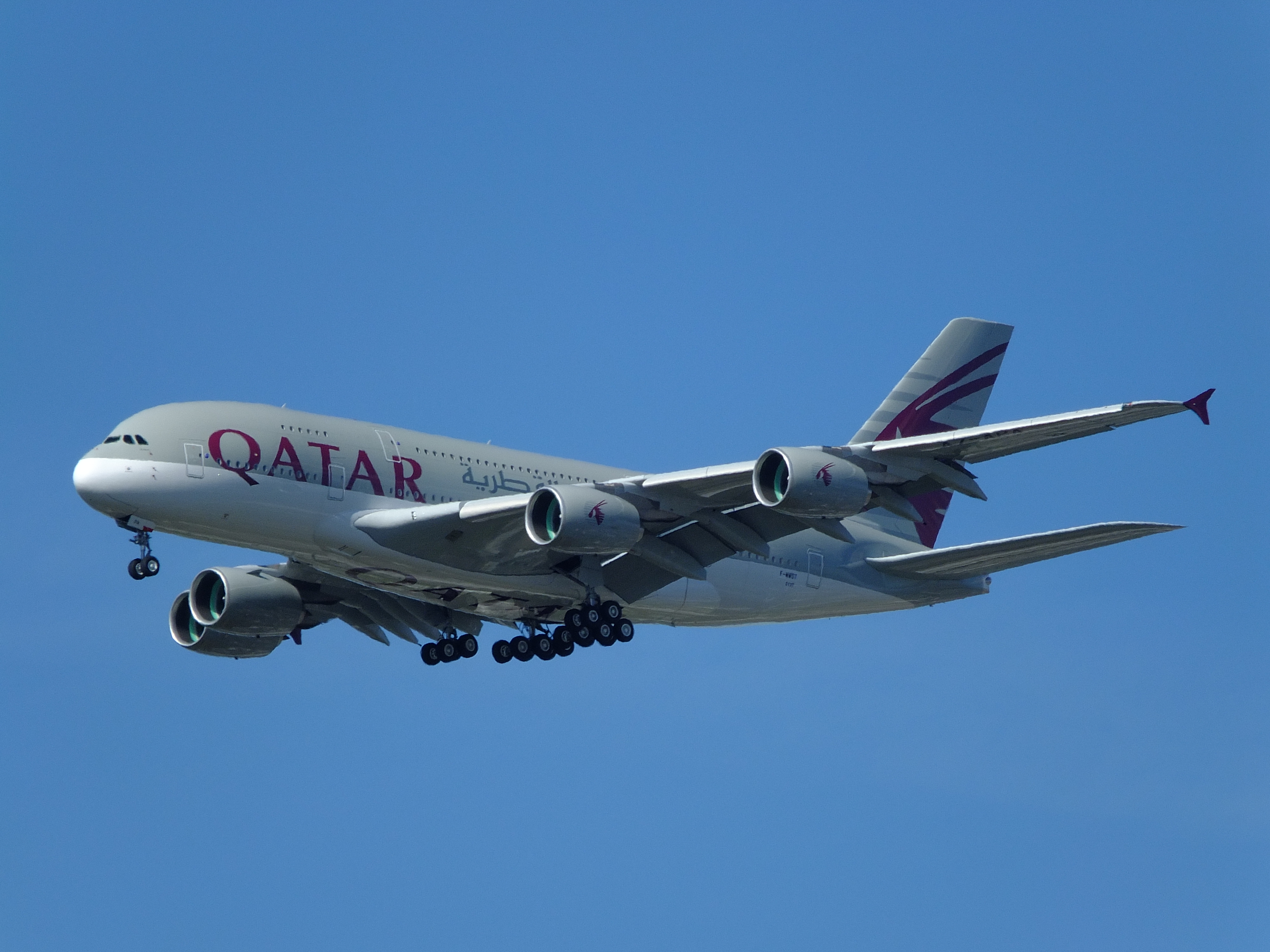
Qatar Airways

Dies ist eine Liste der Fluggesellschaften in Katar.

## Aktuelle Fluggesellschaften
- Gulf Helicopter (seit 1970)
- Qatar Airways (seit 1993)
- Qatar Amiri Flight (seit 1977)
- Qatar Executive (seit 2009)

## Ehemalige Fluggesellschaften
- Al Maha Airways (2014)
- Qatar Air Cargo (1993)
- Rizon Jet (2006–2017)